# 小ノヶ嵜金藏
小ノヶ嵜 金藏（おのがさき きんぞう、1884年1月1日 - 1967年4月2日）は、現在の青森県黒石市出身で熊ヶ谷部屋に所属した大相撲力士。本名は佐藤 金作（旧姓工藤）。170cm、86kg。最高位は西前頭5枚目。

## 経歴
1906年5月初土俵、1911年6月十両昇進。1913年1月入幕を果たし、5枚目まで躍進する。しかし怪我で全休が続き、そのまま1917年1月廃業した。その後は料亭経営と、旧両国国技館内で天ぷら屋を経営した。

## 成績
- 幕内7場所16勝28敗22休4分預

## 改名
改名歴なし